# Dirk Van Tichelt
Dirk Van Tichelt (Turnhout, 10 de junio de 1984) es un deportista belga que compite en judo.
Participó en los Juegos Olímpicos de Río de Janeiro 2016, obteniendo una medalla de bronce en la categoría de –73 kg. En los Juegos Europeos de Bakú 2015 consiguió una medalla de bronce en la categoría de –73 kg.
Ganó dos medallas de bronce en el Campeonato Mundial de Judo, en los años 2009 y 2013, y dos medallas en el Campeonato Europeo de Judo, oro en 2008 y bronce en 2015.

## Palmarés internacional
| Juegos Olímpicos   | Juegos Olímpicos        | Juegos Olímpicos  | Juegos Olímpicos |
| Año                | Lugar                   | Medalla           | Categoría        |
| ------------------ | ----------------------- | ----------------- | ---------------- |
| 2016               | Río de Janeiro (Brasil) | Medalla de bronce | –73 kg           |
| Campeonato Mundial |                         |                   |                  |
| Año                | Lugar                   | Medalla           | Categoría        |
| 2009               | Róterdam (Países Bajos) | Medalla de bronce | –73 kg           |
| 2013               | Río de Janeiro (Brasil) | Medalla de bronce | –73 kg           |
| Juegos Europeos    |                         |                   |                  |
| Año                | Lugar                   | Medalla           | Categoría        |
| 2015               | Bakú (Azerbaiyán)       | Medalla de bronce | –73 kg           |
| Campeonato Europeo |                         |                   |                  |
| Año                | Lugar                   | Medalla           | Categoría        |
| 2008               | Lisboa (Portugal)       | Medalla de oro    | –73 kg           |
| 2015               | Bakú (Azerbaiyán)       | Medalla de bronce | –73 kg           |